# Rue de l'Autonomie
Pour les articles homonymes, voir Autonomie.
La rue de l'Autonomie (en néerlandais : Zelfbestuursstraat) est une voie bruxelloise de la commune d'Anderlecht.

## Situation et accès
Cette rue débute  square de l'Aviation (boulevard Poincaré) et se termine place Bara.
La numérotation des habitations va de 1 à 37 pour le côté impair et de 2 à 40 pour le côté pair.